# 野村藩
野村藩（のむらはん）は、美濃国大野郡野村（現在の岐阜県揖斐郡大野町野）を居所とした藩。江戸時代初期に存在した織田氏の藩と、明治維新期に存在した戸田氏の藩（もと大垣新田藩）がある。
関ヶ原の合戦後に、織田長孝（織田有楽斎の子）が1万石で入封したが、2代約30年で無嗣断絶となった。その後、明治維新期に大垣新田藩が野村藩と改称して当地に藩庁を置いたが、まもなく廃藩置県を迎えた。本記事では廃藩後に設置された野村県（のむらけん）についても言及する。

## 歴史

### 織田家の野村藩
織田長孝は、織田長益（有楽斎）の庶長子である。関ヶ原の戦いまでは、美濃国多芸郡金屋村（現在の養老郡養老町金屋）で500石を領していた。
慶長5年（1600年）の関ヶ原の役で、長孝は父とともに徳川家康に従って行動した。関ヶ原本戦においては家康の麾下に属し、西軍の戸田勝成と交戦して戸田を討ち取った。このことが戦功とされ、戦後に美濃国大野郡野村などに1万石を与えられた。これにより、野村藩が成立したと見なされる。
なお、関ヶ原の合戦後、父の長益も加増を受け、3万石を領する大名（摂津味舌藩主）となっている。
慶長11年（1606年）7月、織田長孝は父に先立って没した。野村藩は長男の織田長則が跡を継いだと見られる。『寛政譜』において、織田長益から始まる家は長益―長孝―長則と受け継がれたことが記されているが、長則の記述は薄く、いつ誰の知行を継いだかの記載がない。
大坂の陣後の元和元年（1615年）、長益は味舌藩3万石のうち2万石を2人の息子に1万石ずつ分け（四男長政の戒重藩と、五男尚長の柳本藩）、残る1万石を自らの隠居料とした。元和7年（1621年）12月、長益は京都東山において死去した。長則は祖父である長益の遺領である「味舌藩」を継いだとする見解もある。
寛永8年（1631年）7月に織田長則は没し、嗣子がなかったために絶家となった。長則がこの時点で野村藩主であったならば、これをもって野村藩は廃藩となった。

### 戸田家の藩
その後、江戸時代の大部分を通して野村は大垣藩領であった。

#### 大垣新田藩
貞享5年/元禄元年（1688年）、三河国渥美・額田両郡内で6200石の知行地を有する大身旗本の戸田氏成は、実兄の大垣藩第2代藩主・戸田氏信から美濃国内で3000石の分知を受け、これとは別に三河国渥美郡内の新田分を合わせて、知行は合計1万石となって大名に列した。大垣新田藩の立藩である。大垣新田藩主は幕府役職に就くことが多く、家臣もその多くは江戸屋敷に居住した。
氏成は三河国渥美郡畑村（畠村）に畠村陣屋を置いたことから、この藩は畑村藩とも呼ばれる。また、元禄年間には野村にも陣屋を置いたともいう。

#### 明治初年の野村藩

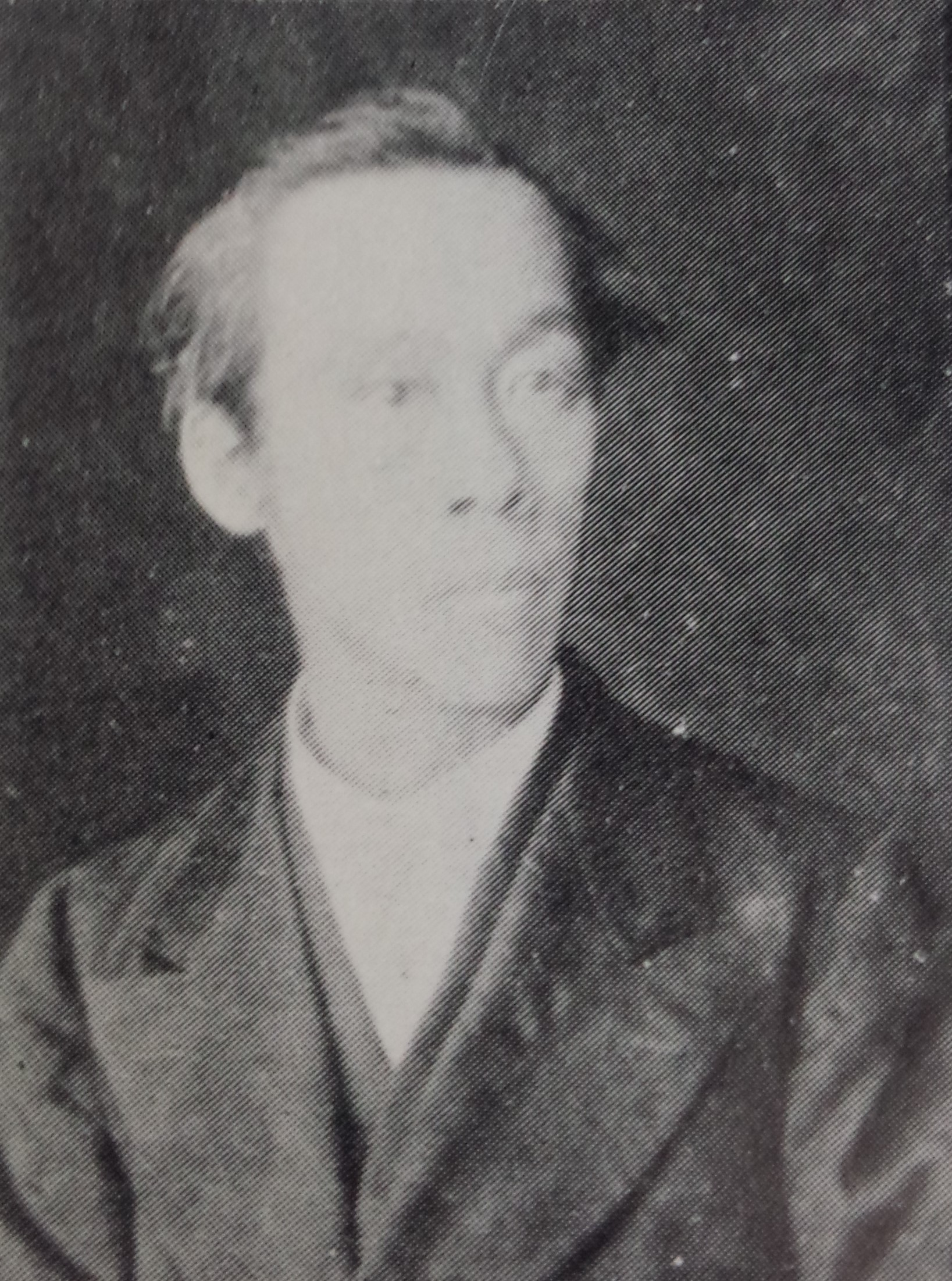
戸田氏良

幕末・維新期の大垣新田藩主は戸田氏良である。氏良は大垣藩第9代藩主・戸田氏正の次男で、大垣新田藩主家を継いだ。同時期の大垣藩主は第11代・戸田氏共（氏正の五男）で、氏良の実弟である。明治元年（1868年）、氏良らは江戸を退去し、宗家のある大垣に身を寄せた。
明治2年（1869年）2月12日、戸田氏良は版籍奉還を申し出た。同年5月27日、大垣新田藩は野村藩と改称した。これに先立つ5月25日、藩名に用いる「城邑の名号」として適切な郡村名や土地の旧名があれば申し立てるようにとの新政府の方針が伝えられたことを受けたものである。
明治2年（1869年）6月17日に版籍奉還の勅許が行われ、諸藩の藩主は知藩事に任命されたが、野村藩主・戸田氏良には知藩事任命の沙汰がなかった。「封土壱万石に満たざる」が理由とされた。大垣藩からの内分分知3000石は蔵米による支給であって支配地がなく、それを除く7000石の支配地についても実高は9450石であった。宗家の大垣藩知事・戸田氏共は、7月10日付で新政府に対し、戸田氏良を知藩事に任命して藩屏の列に加えるよう嘆願を行った。次いで10月には、美濃・三河両国の支配地7000石について再調査したところ実高が1万5石であったことを新政府に報告し、大垣藩から蔵米を支給していた3000石分の支配地を大垣藩支配地から分割することを願い出、合わせて1万3005石の民政を取り扱う知藩事に氏良を任命するよう重ねて嘆願している。
明治2年（1869年）10月23日、戸田氏良は野村藩知事に任命された。3000石の管轄地の引き渡しは11月に行われ、新政府に届け出られた。野村の村高は1653石余であり、大垣藩から野村藩に移管された支配地3000石の過半を占めた。
藩庁は野村に「とりあえず」「仮に」の形で設置していたが、明治3年（1870年）2月に新政府に対して、野村の中の荒地を開拓して藩庁・藩立学校および藩士の屋敷を新たに建設することを上申した。同年7月にはそれらの建設と移転が完了したことが報告されている。

### 野村県
明治4年（1871年）7月14日の廃藩置県により野村藩は廃藩となり、野村県となった。
明治4年（1871年）11月22日、美濃国全域を管轄地域とする岐阜県が設置され、野村県は大垣県などの諸県とともに廃止されて岐阜県に編入されることとなった。岐阜県管下の旧県庁は当分の間岐阜県出張所として扱われ、旧県官吏に事務取扱を行わせる形で、従来通り管内行政が行われた。土地と住民・行政文書（土地郷村簿書）の引き継ぎは順次行われ、旧野村県についても明治5年（1872年）3月10日に岐阜県に接収された。
三河国では、明治4年（1871年）11月に額田県（県庁：岡崎城中）が設置されることとなった。額田県の実際の業務は、権令らの着任を待って翌明治5年（1872年）1月に開始された。『額田県史』によれば、明治5年（1872年）1月に三河国所在の旧野村県管轄地の土地・人民および行政文書を接収したとあるが、『岐阜県史稿』によれば、3月10日時点で旧野村県三河国飛地領の額田県への移管が未完了であった。このため、岐阜県側では野村県の引き継ぎが完了したものの、大参事以下の官員26人の事務取扱を免じることができなかったという。
岐阜県は翌4月に管下旧県の移管に関連する手続きを完了したことを大蔵省に報告している。

## 歴代藩主

### 織田家
1万石。外様（1600年 - 1631年）。
1. 長孝
2. 長則

### 戸田家
1万石→1万3000石。旧譜代（1869年 - 1871年）。
1. 氏良

## 領地

### 分布と変遷

#### 幕末の領地
『旧高旧領取調帳』データベースでは、旧領「野村藩」の領分として以下が挙げられている
- 美濃国
  - 大野郡のうち - 10村

政田村(419石3斗8升4合0勺0才3撮)（現在の本巣市）・瀬古村(542石4斗5升3合9勺7才9撮)、八木村(363石4斗4升5合0勺0才7撮)・宝来村(534石4斗1升8合0勺3才0撮)、寺内村(347石3斗3升5合9勺9才9撮)、牛洞村(236石0斗2升0合0勺0才4撮)（以上、現在の揖斐郡大野町）・大洞村(808石2斗2升6合9勺9才0撮)・府内村(143石2斗0升1合0勺0才4撮)・木曾屋村(382石9斗1升6合9勺9才2撮)、有鳥村(222石5斗9升8合0勺0才7撮)（以上、現在の揖斐郡揖斐川町）
- 三河国
  - 額田郡のうち - 5村

樫山村(693石5斗7升2合0勺2才1撮)・細野村(81石4斗7升7合9勺9才7撮)・光久村(73石5斗3升3合9勺9才7撮)・牧平村(173石6斗6升0合0勺0才4撮)・滝尻村(64石0斗4升4合9勺9才8撮)（以上、現在の岡崎市）
- - 渥美郡のうち - 7村

日出村(105石0斗5升8合9勺9才8撮)・伊川津村(953石3斗1升2合9勺8才8撮)・古田村(1039石4斗2升3合9勺5才0撮)・畠村(1444石2斗4升9合0勺2才3撮)・向山村(631石8斗6升2合0勺0才0撮)・亀山村(322石9斗2升9合9勺9才3撮)、伊井新田(87石1斗5升3合9勺9才9撮)
（以上、現在の田原市）

#### 明治初年の管轄地
明治3年（1870年）8月に野村藩が民部省に提出した資料によれば、管轄高は1万3211石余。この管轄高には泉福寺領122石を含む。また、総人口は8566人（うち士族270人、卒124人、平民7969人など）とある。
明治3年（1870年）に野村藩が兵部省に提出した資料によれば、管轄地は以下の通り。
- 美濃国
  - 大野郡のうち - 14村（7505石余）
    - 野村、政田村、八木村、宝来村[注釈 8]、瀬古村、寺内村、牛洞村、大洞村、府内村、木曾屋村、有鳥村、上長瀬村、赤石村、桜大門村
- 三河国
  - 渥美郡のうち - 6村（4541石余）
    - 畠村、古田村、伊川津村、向山村、亀山村、日出村

  - 額田郡のうち - 5村（1086石余）
    - 樫山村、牧平村、細野村、光久村、滝尻村

なお、泉福寺領は三河国渥美郡山田村内にあった。
『旧高旧領取調帳』データベースでは、旧県「野村県」の管轄地として美濃国内のみを挙げている（三河国内はすべて「額田県」で表示されている）。『旧高旧領取調帳』データベースでは野村県管轄地に野村を含まず（大垣県管轄としている）、代わりに下長瀬村を含むとしている。

### 地理

#### 野村
大名となった織田長孝（河内守）は、現在の野集落の西側、野古墳群の一角に屋敷を構え、城下町を建設した。屋敷は「織田河内守邸」と呼称され、現代も屋敷跡の区画の西側に土塁や堀跡が残されている。第二次世界大戦前までは、「織田河内守邸」周辺に土塁を巡らせた武家屋敷跡の区画が残っていたという。
明治の野村藩は、野集落の北側一帯に藩庁（陣屋）と士族屋敷を構え、土塁と濠を巡らせた。跡地は「野村藩邸跡」として大野町史跡に指定されており、旧藩庁の建築物のうち「総門」「藩庁門（役所門）」が野集落内の民家に移築されている。
大垣新田藩の藩校「済美館」は文久3年に江戸藩内に開設されたが、藩主の移動に伴って明治元年に大垣に移転して「典学寮」に改称、次いで明治3年には野村に移動した。廃藩置県後は「野村県学校」になるが、野村県も廃されたために県学校も廃校となった。
野村の八幡神社の社殿は、慶長5年（1600年）に織田長孝によって修築されたという。

#### 三河領
大垣新田藩は、三河国の所領を管轄するため、渥美郡畠村（現在の愛知県田原市福江町）に陣屋を置いた。「畠村陣屋」、あるいは現地では「戸田家陣屋」「大垣新田藩陣屋」などの名で呼ばれる。この陣屋は、大垣新田藩が野村藩に改称し、廃藩置県によって野村県となってからも、その出張所として明治4年（1871年）まで利用されたという。

## 備考

### 野村モミジ
カエデ属の園芸品種として知られるノムラモミジ（ノムラカエデ）は、野村が発祥地であるとの説がある（ただし、ノムラモミジの名については、「濃紫モミジ」が変化したものとの説もある）。
野村発祥説によれば、織田長孝が養老山中で発見し、野村の屋敷（「織田河内守邸」）内に植えた木が、ノムラモミジの原木であるという。発見経緯については、金屋に住していた頃に発見し、金屋から野村に移植したとする説、野村に移って以後、養老の滝を観瀑した際に見つけたとする説など、諸説が伝えられている。
「織田河内守邸」跡にはこのモミジ（野村モミジ）が残され、文人墨客も訪れたというが、原木は1800年代初頭に、2代目も1945年ころに枯れ、現在は3代目の木に植え継がれている。「野村モミジ」として大野町天然記念物に指定されている。